# LMS 7F形蒸気機関車
LMS 7F形蒸気機関車（LMS 7Fがたじょうききかんしゃ）は、イギリスのロンドン・ミッドランド・アンド・スコティッシュ鉄道（LMS）が導入した蒸気機関車の1形式である。車軸配置0-8-0（D）の機関車で、1929年からイギリス国鉄発足後の1932年までに175両が製造された。

## 概要
ミッドランド鉄道は、（単一の0-10-0 Lickey Bankerを除いて）0-6-0より大きな機関車を所有したことはなかった。本形式は、ミッドランド鉄道が独自に建造したものではないにもかかわらず、唯一の大型機関車であるという点で珍しかった。本形式は、いずれも車軸配置0-8-0のロンドン・アンド・ノース・ウェスタン鉄道（LNWR）のLNWR G2形蒸気機関車およびLNWR G2A形蒸気機関車の、ミッドランド鉄道版である。以前のLNWRの分類法ではG3形に分類されていた。
本形式は、当時人気が高まっていた自動車にちなんで、「ベビーオースチン」または「オースチン・7」としても知られた。 

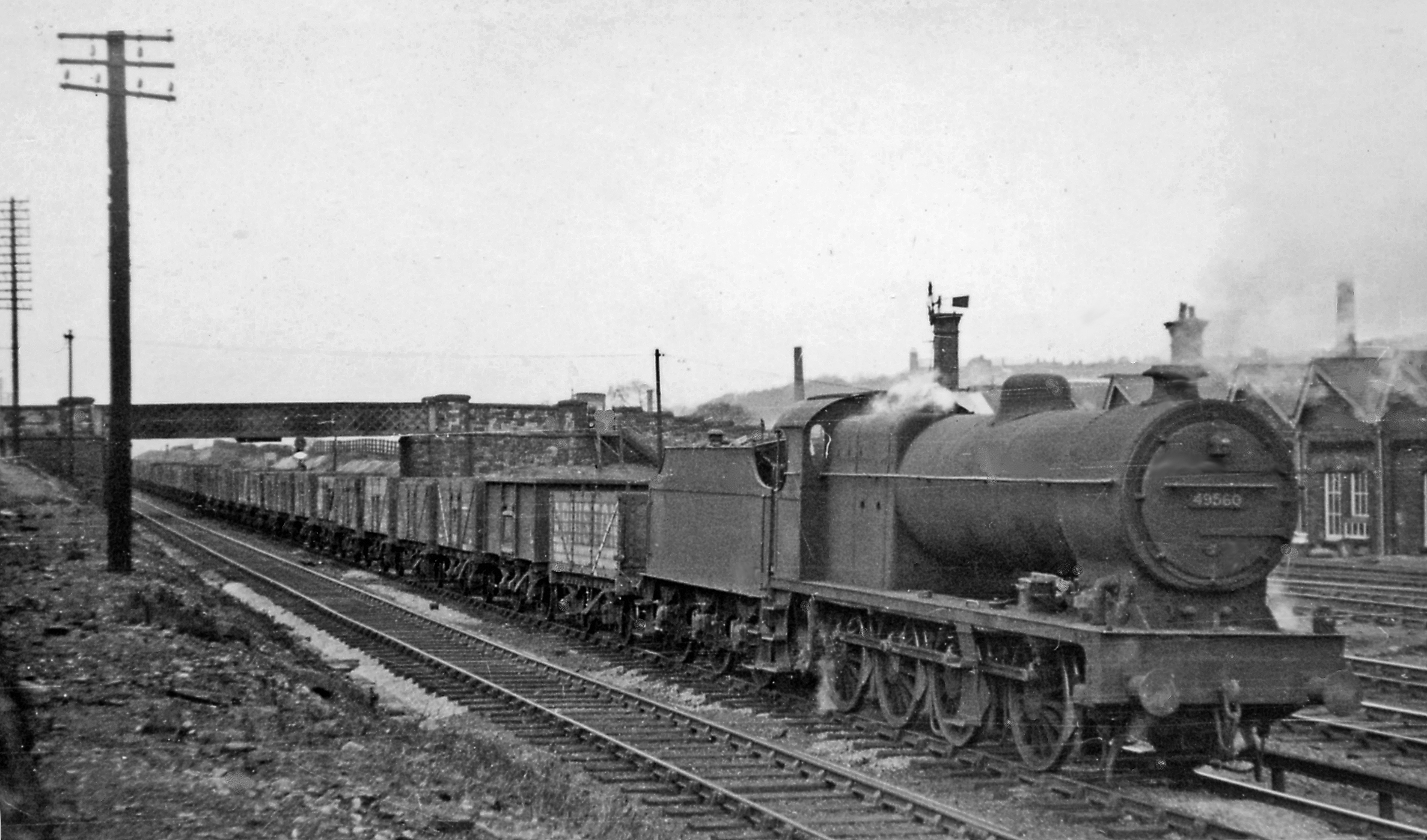
1950年の典型的な貨物列車　49560号機関車

前の形式よりボイラー圧力を増やし、ベルペヤ火室を新たに装備したにもかかわらず、出力は区分7F相当のままだった。不運なことに、設計はミッドランド鉄道ダービー工場でおこなわれ、技師たちはミッドランド鉄道のやり方を使うと言って譲らなかった。この事情は特に、軸受けが運ぶべき貨物の量に対して小さすぎることを意味した。アーネスト・スチュワート・コックスは1957年に『レールウェイ・イラストレイテッド』に連載した記事の中で、本形式が長く安定した運用には十分に近代的で効果的なフロントエンドを有し、（後継機である）LMS 8F形蒸気機関車よりも好む機関士がいたと記している。しかしこの軸受けはLMS 4F形蒸気機関車と同等のもので、すでにより出力の劣る機関車にとっても不十分であり、短時間でバラバラになることも意味していた。

## 背景
1876年、ミッドランド鉄道（MR）とロンドン＆サウスウエスタン鉄道が力を合わせて、財政的に苦しんでいるサマセット＆ドーセット鉄道を救出した。ラインを運用するための取り決めの下で、MRは機関車と車両の責任を引き受けた。
サマセット・アンド・ドーセット合同鉄道（SDJR）は、標準のMRタイプのエンジンの在庫を取得したが、急勾配のバスボーンマス線を運用するには、より強力なものが必要であることがわかった。MRは、（単一の0-10-0 Lickey Bankerを除いて）その存在を通じて0-6-0エンジンより大きいものを所有したことはなかった。
1907年に0-8-0の2つの計画が提案されたが、重すぎたが、ミッドランド鉄道の小型機関車主義に対する特別な例外が必要であることは明らかだった。ファウラーはダービーの製図工であるジェームズ・クレイトンに本形式を設計権を与え、彼は当時のダービーが設計した他の機関車とは異なるものを製造した。本形式の6両は、1914年にダービーで製造された。
機関車は当初、一部の転車台には大きすぎたため、半分の時間を逆方向に移動することが想定されていた。その結果、機関車の両側にタブレット交換装置が取り付けられた。さらに、最初の6つにはキャブテンダーが装備されていたが、これらは後に1920年頃に外された。
1925年に、ダーリントンのロバート・スチーブンソン・アンド・カンパニーによってさらに5両の機関車（番号86-90）が製造され、より大きな（5フィート3インチ）直径のボイラーと左ハンドルが装備された。53806-53808は1953-1955年まで大型ボイラーを保持していたが、後にすべて小型ボイラーが取り付けられた。
1930年にLMSの在庫に入ると、最初は9670-9680の番号が付けられていたが、1932年に13800-13810の番号が付け直された。BRの所有権の下で53800-53810になった。
彼らは生涯をSDJRライン上の貨物輸送に費やした。1918年の数か月間、85番がミッドランド鉄道に貸与され、ウェリングボローとブレントの間の石炭列車でテストされた。これは、ミッドランドがこれらの機関車のいくつかを自分たちで構築することを目的としていたが、何もなかった。これはおそらく、丘を登るために設計されているにもかかわらず、かなりの量の高品質の石炭を消費し、したがって燃料効率が良くなかったという事実によるものだった。
1914年に建造された機関車の撤退は1959年から1962年の間に発生し、1925年に建造された5両はすべて1963年から1964年の間に撤退した。